# EE Волка
EE Волка (лат. EE Lupi) — одиночная переменная звезда в созвездии Волка на расстоянии (вычисленном из значения параллакса) приблизительно 17640 световых лет (около 5408 парсеков) от Солнца. Видимая звёздная величина звезды — от менее +16,4m до +14,2m.

## Характеристики
EE Волка — красная пульсирующая переменная звезда, мирида (M) спектрального класса M. Эффективная температура — около 3286 K.